# ケイティ・ジョンソン
ケイティ・ジョンソン（Katie Johnson,  1878年11月18日 - 1957年5月8日）は、イギリスの女優である。

## 来歴
1878年11月18日、イギリスのサセックスに生まれる。1894年から舞台で活動をはじめ、女優としてのキャリアをスタートさせた。しばらくは舞台を中心に活動をしていたが、1932年でジョンソンが54歳の時に『After Office Hours』で映画デビュー。それ以降は小さな役柄で様々な作品へ出演し、1955年に主役級の役柄で『マダムと泥棒』へ出演。同作では、アレック・ギネスやピーター・セラーズらが演じる怪しい強盗団に自宅の部屋を貸し出すお人よしの老婦人役を好演している。同作品での演技が評価され、同年の英国アカデミー賞で最優秀女優賞を獲得した。

### 死去
『マダムと泥棒』に出演した2年後の1957年に死去。78歳だった。

## 出演作品

### 映画
- After Office Hours (1932)
- A Glimpse of Paradise (1934)
- Laburnum Grove (1936)
- Dusty Ermine (1936)
- Marigold (1938)
- ガス燈 Gaslight (1940) ※ノークレジット
- Freedom Radio (1941)
- Jeannie (1941)
- Talk About Jacqueline (1942)
- Tawny Pipit (1944)
- The Years Between (1946)
- I See a Dark Stranger (1946)
- 暁の決闘 Meet Me at Dawn (1947)
- Death of an Angel (1952)
- I Believe in You (1952)
- Lady in the Fog (1952)
- The Large Rope (1953)
- Three Steps in the Dark (1953)
- The Delavine Affair (1955)
- John and Julie (1955)
- マダムと泥棒 The Ladykillers (1955)
- How to Murder a Rich Uncle (1957)

### テレビシリーズ
- BBC Sunday-Night Theatre (1950 - 1956)
- The Quatermass Experiment (1953)